# Innerbraz
Innerbraz é um município da Áustria, situado no distrito de Bludenz, na estado de Vorarlberg. Tem 19,92 km² de área e sua população em 2019 foi estimada em 998 habitantes.